# Mariette Hartley
Mariette Hartley, all'anagrafe Mary Loretta Hartley (New York, 21 giugno 1940), è un'attrice statunitense.

## Biografia
Ha recitato in svariati film, sia al cinema che in televisione, con ruoli ricorrenti in Peyton Place e Un eroe da quattro soldi.

## Filmografia parziale

### Cinema
- L'uomo che non voleva uccidere (From Hell to Texas), regia di Henry Hathaway (1958), non accreditata
- Sfida nell'Alta Sierra (Ride the High Country), regia di Sam Peckinpah (1962)
- Marnie, regia di Alfred Hitchcock (1964)
- Abbandonati nello spazio (Marooned), regia di John Sturges (1969)
- Barquero, regia di Gordon Douglas (1970)
- Il pirata dell'aria (Skyjacked), regia di John Guillermin (1972)
- I magnifici sette cavalcano ancora (The Magnificent Seven Ride), regia di George McCowan (1972)
- 1969 - I giorni della rabbia (1969), regia di Ernest Thompson (1988)
- Il mio amico scongelato (Encino Man), regia di Les Mayfield (1992)

### Televisione
- Ben Casey – serie TV, episodio 2x25 (1963)
- The Travels of Jaimie McPheeters – serie TV, episodio 1x13 (1963)
- Ai confini della realtà (The Twilight Zone) – serie TV, episodio 5x15 (1964)
- Il virginiano (The Virginian) – serie TV, 2 episodi (1964)
- Peyton Place – soap opera, 32 puntate (1965)
- Un eroe da quattro soldi (The Hero) – serie TV, 16 episodi (1966-1967)
- Cimarron Strip – serie TV, episodio 1x20 (1968)
- The Outsider – serie TV, episodio 1x14 (1969)
- Star Trek – serie TV, episodio 3x23 (1969)
- Bonanza – serie TV, 4 episodi (1965-1971)
- Gunsmoke – serie TV, 5 episodi (1963-1974)
- Colombo (Columbo) – serie TV, episodi 3x05-7x01 (1974-1977)
- La casa nella prateria (Little House on the Prairie) – serie TV, episodio 2x19 (1976)
- Alla conquista dell'Oregon (The Oregon Trail) – serie TV, episodio 1x13 (1978)
- L'incredibile Hulk (The Incredible Hulk) – serie TV, episodi 2x01-2x02 (1978)
- Signore e signori buonasera (Goodnight, Beantown) – serie TV, 18 episodi (1983-1984)
- Linea diretta (WIOU) – serie TV, 16 episodi (1990-1991)
- Una vita da vivere (One Life to Live) – serie TV, 10 episodi (1999-2001)
- Law & Order: Unità Vittime Speciali (Law & Order: Special Victims Unit) – serie TV, 6 episodi (2003-2011)
- NCIS - Unità anticrimine (NCIS) – serie TV, episodio 2x22 (2005)
- Grey's Anatomy – serie TV, episodi 5x01-5x02 (2008)
- 9-1-1 – serie TV, 7 episodi (2018)
- Escaping My Stalker, regia di Linden Ashby – film TV (2020)

## Doppiatrici italiane
Nelle versioni in italiano delle opere in cui ha recitato, Mariette Hartley è stata doppiata da:
- Rita Savagnone in Sfida nell'Alta Sierra
- Melina Martello in Abbandonati nello spazio
- Vittoria Febbi in Barquero
- Ada Maria Serra Zanetti ne Il pirata dell'aria
- Angiola Baggi in NCIS - Unità anticrimine
- Lorenza Biella in Divorzio d'amore
- Emanuela Rossi in Grey's Anatomy
- Graziella Polesinanti in 9-1-1

## Premi e riconoscimenti
- Primetime Emmy Awards
  - 1979 - Migliore attrice protagonista in una serie drammatica - L'incredibile Hulk (The Incredible Hulk)